# Fivio Foreign
 (avril 2021).
La mise en forme du texte ne suit pas les recommandations de Wikipédia : il faut le « wikifier ».
Les points d'amélioration suivants sont les cas les plus fréquents :
- Les titres sont pré-formatés par le logiciel. Ils ne sont ni en capitales, ni en gras.
- Le texte ne doit pas être écrit en capitales (les noms de famille non plus), ni en gras, ni en italique, ni en « petit »…
- Le gras n'est utilisé que pour surligner le titre de l'article dans l'introduction, une seule fois.
- L'italique est rarement utilisé : mots en langue étrangère, titres d'œuvres, noms de bateaux, etc.
- Les citations ne sont pas en italique mais en corps de texte normal. Elles sont entourées par des guillemets français : « et ».
- Les listes à puces sont à éviter, des paragraphes rédigés étant largement préférés. Les tableaux sont à réserver à la présentation de données structurées (résultats, etc.).
- Les appels de note de bas de page (petits chiffres en exposant, introduits par l'outil «  Source ») sont à placer entre la fin de phrase et le point final[comme ça].
- Les liens internes (vers d'autres articles de Wikipédia) sont à choisir avec parcimonie. Créez des liens vers des articles approfondissant le sujet. Les termes génériques sans rapport avec le sujet sont à éviter, ainsi que les répétitions de liens vers un même terme.
- Les liens externes sont à placer uniquement dans une section « Liens externes », à la fin de l'article. Ces liens sont à choisir avec parcimonie suivant les règles définies. Si un lien sert de source à l'article, son insertion dans le texte est à faire par les notes de bas de page.
- La présentation des références doit suivre les conventions bibliographiques. Il est recommandé d'utiliser les modèles {{Ouvrage}}, {{Chapitre}}, {{Article}}, {{Lien web}} et/ou {{Bibliographie}}. Le mode d'édition visuel peut mettre en forme automatiquement les références.
- Insérer une infobox (cadre d'informations à droite) n'est pas obligatoire pour parachever la mise en page.

Pour une aide détaillée, merci de consulter Aide:Wikification.
Si vous pensez que ces points ont été résolus, vous pouvez retirer ce bandeau et améliorer la mise en forme d'un autre article.
Maxie Lee Ryles III (né le 29 mars 1990), connu sous son nom de scène Fivio Foreign, est un rappeur et auteur-compositeur américain. En juin 2019, il se fait connaître avec son single "Big Drip", qui reçoit un remix avec les rappeurs américains Lil Baby et Quavo. Il est signé par le label Mase's RichFish Records et par Columbia Records,.
En mai 2020, Ryles apparaît sur la chanson "Demons" de Drake, qui se classe à la 34e place du Billboard Hot 100, ce qui lui vaut son premier single classé au Billboard. Plus tard dans le mois, il a collaboré avec Lil Tjay et Pop Smoke sur la chanson "Zoo York", qui a atteint la 65e place du Hot 100.

## Biographie

### Jeunesse
Ryles a commencé à rapper sous le nom de Lite Fivio en 2011. En 2013, il a changé son nom en Fivio Foreign et a formé un collectif musical avec ses amis sous le nom de 800 Foreign Side.

### Carrière
Ryles a commencé à gagner en popularité après la sortie de son single "Big Drip". La chanson figure sur ses EP de 2019 Pain and Love et 800 B.C. En novembre, il signe un contrat d'un million de dollars avec Columbia Records, conjointement avec le label du rappeur américain Ma$e, RichFish Records,.
En mai 2020, Ryles obtient ses deux premiers singles classés au Billboard, avec des featuring sur "Demons" de Drake et "Zoo York" de Lil Tjay. Le même mois, Ryles a lancé l'organisation à but non lucratif Foreignside Foundation, "destinée à fournir des ressources et des programmes bénéfiques aux jeunes à risque, aux sans-abri, aux personnes affiliées à des gangs et aux personnes incarcérées".
Le 11 août 2020, il a été inclus dans le XXL's 2020 Freshman Class. Tout au long du reste de l'année 2020, Fivio apparaît sur un certain nombre de chansons d'autres artistes, notamment "Spicy" de Nas, "K Lo K" de Tory Lanez, "That's a Fact (Remix)" de French Montana et "I Am What I Am" de King Von. En novembre 2020, il a sorti le single "Trust", issu de son prochain projet, B.I.B.L.E. Il a sorti la chanson de Noël "Baddie on My Wish List" le 3 décembre, dans le cadre du projet de vacances Carols Covered d'Apple Music.

### Vie privée
En 2018, la mère de Ryles est décédée d'un accident vasculaire cérébral. 
Ryles était ami avec Pop Smoke et King Von. 
Ryles a trois enfants ; deux avec son ex-petite amie Jasmine et un fils avec une autre femme,.
Ryles a soutenu la campagne présidentielle de Donald Trump en 2024, en sortant le single « ONBOA47RD » avec le rappeur Kodak Black en soutien à Donald Trump.

## Discographie

### Albums
- 2022 : B.I.B.L.E

### EP
- 2019 : Pain and Love
- 2019 : Grimey Demons avec Fetty Luciano
- 2020 : 800 B.C
- 2023 : Without Warning